# Bryaninops amplus
Gobie nain des gorgones
Espèce
Synonymes
- Bryaninops ampulus Larson, 1985

Statut de conservation UICN

 LC  : Préoccupation mineure
Bryaninops amplus , communément nommé Gobie nain des gorgones, est une espèce de poisson marin de la famille des Gobiidae.
Le Gobie nain des gorgones  est présent dans les eaux tropicales de l'Indo-pacifique, l'archipel d'Hawaï inclus mais pas la Mer Rouge. 
Sa taille maximale est de 4,6 cm.